# 馬來鰻鯛
馬來鰻鯛（学名：Congrogadus malayanus）為輻鰭魚綱鱸形目鱸亞目擬雀鯛科的其中一種，其种加词“malayanus”意为“马来亚的”。分布於西太平洋印尼阿魯群島至澳洲托雷斯海峡海域，背鰭硬棘1枚、背鰭軟條60-63枚;臀鰭硬棘0枚;臀鰭軟條49-53枚，體長可達7.1公分，為熱帶海水魚，棲息在珊瑚礁區，以甲殼類為食，生活習性不明。